# Joaquin Seys
Joaquin Seys (* 28. März 2005) ist ein belgischer Fußballspieler, der beim FC Brügge in der belgischen Division 1A spielt.

## Karriere

### Verein
Seys begann seine Karriere bei FC Brügge.
In der Saison 2022/23 spielte er in der U 23-Mannschaft (Club NXT), die in der Division 1B spielt. Er kam dort auf 24 von 32 möglichen Ligaspielen. Im Mai 2023 verlängerte er seine Vertragslaufzeit in Brügge vorzeitig bis Mitte 2026. In der nächsten Saison waren es 27 von 30 möglichen Ligaspielen.
Zur Saison 2024/25 wechselte er zur ersten Mannschaft in der Division 1A und gab sein Debüt dort am 20. Juli 2024 im Spiel um den belgischen Supercup gegen Royale Union Saint-Gilloise. Insgesamt bestritt er 27 von 40 möglichen Ligaspiele, in denen er zwei Tore schoss, zwei Pokalspiele und 10 Spiele in der Champions League. Die Saison endete mit dem Gewinn der belgischen Pokals.

### Nationalmannschaft
2023 stand Seys im Kader der belgischen U-19-Nationalmannschaft.

## Erfolge
- Belgischer Pokalsieger: 2024/25